# Rekūn
Rekūn (persiska: ركون) är en ort i Iran.   Den ligger i provinsen Mazandaran, i den norra delen av landet, 150 km nordost om huvudstaden Teheran. Antalet invånare är 193.
Terrängen runt Rekūn är mycket platt, och sluttar norrut. Runt Rekūn är det tätbefolkat, med 286 invånare per kvadratkilometer. Närmaste större samhälle är Babol, 7,1 km sydost om Rekūn. Trakten runt Rekūn består till största delen av jordbruksmark.